# دومین تجربه رحمت
بر اساس بعضی از سنن مسیحی، «دومین تجربه رحمت» تعامل تغییر دهنده با خداست که ممکن است در زندگی یک مسیحی رخ دهد. بر این اساس پس از رستگاری یک مؤمن (که اولین تجربهٔ رحمت آنهاست)، ممکن است رویدادی در زندگی وی رخ دهد که به تغییری در زندگی او منجر شده و رحمتی برای او به ارمغان آورد.

## مسیحیت متودیست و تقدس
جان وزلیبنیانگذار مکتب متودیسم، بر این عقیده بود که دو جریان متمایز در تجربیات یک مسیحی وجود دارد. در اولین تجربهٔ رحمت (تولدی جدید)، مؤمن بخشش را دریافت کرده و یک مسیحی می‌شود. در دومین تجربهٔ رحمت مؤمن (تطهیر)، خالص شده و تقدس می‌یابد. وزلی بر این باور بود که هردو تجربه می‌توانند هم آنی و لحظه ای باشند و هم یک پروسهٔ تدریجی را طی نمایند.
پس از مرگ وزلی، جریان اصلی مکتب متودیسم، بر مسئلهٔ تقدس و تطهیر تأکید کرده و آنرا به عنوان یک هدف در زندگانی مؤمن مقید نمود. چیزی که ممکن است به صورت تدریجی یا آنی رخ دهد و همهٔ فرزندان خدا باید مستحق آن باشند.

مکتب تقدس در سال ۱۸۶۰، در ایالات متحده با بهره‌مندی از دکترینِ تقدسِ وسلی، ظهور نمود. واعظان این مکتب بر این عقیده بودند که تقدس یک تجربهٔ آنی است. در مکتب تقدس، دومین تجربه رحمت، مؤمن را از ارتکاب به گناه بازداشته، او را تماماً مطهر ساخته و به سوی یک مسیحی کامل شدن هدایت می‌کند. پیام اصلیِ متودیست‌های محافظه کار (Bible Methodist Connection of Churches) به مؤمنان می‌آموزد که: 
ما معتقدیم که خدا هر مؤمنی را به سوی تقدسی می‌خواند که شایستهٔ اوست. ما شیوهٔ شروع یک زندگی جدید را دریافتیم. دومین تجربهٔ رحمت را دریافتیم که هر کس را توانمند ساخته، او را سرشار از روح القدس نموده و سراسر زندگی او را خالص و ناب کرده‌است.

## پنطیکاستالیسم
پنطیکاستالیسم از بطن جنبش تقدس بیرون آمد. چارلز فوکس پرهام و ویلیام سیمور، بنیان‌گذاران این نهضت بوده که به همراه پیروانشان به برگرداندن جریان عید پنطیکاست و نزول روح القدس بر حواریون، در کلیسا تلاش کرده‌اند. این مکتب معتقد است که مؤمنان می‌توانند علاوه بر تقدس، از خدا قدرت گرفته و از روح القدس عطایای معنوی دریافت نمایند. پنطیکاستی‌های سنتی معتقد به سومین تجربهٔ رحمت پس از اولین و دومین آن بوده‌اند.